# Дмитро Пітерман
Дмитро Пітерман (англ. Dmitry Piterman; нар. 18 грудня 1963, Одеса) — американський бізнесмен єврейського походження.

## Біографія
Народився в Одесі 18 грудня 1963 року. У дитинстві захоплювався футболом та легкою атлетикою.
Коли йому було 12 років, родина емігрувала до США, оселившись у Каліфорнії, де Пітерман навчався у університеті у Берклі та отримав диплом архітектора. Активно займався спортом, ледь не пройшов відбір у потрійному стрибку для літніх Олімпійських ігор 1992 року у Барселоні. Його наставником був Руді Хант (один з перших темношкірих тренерів у США).
Пішовши зі спорту, став агентом з нерухомості, переїхав до Іспанії у 1991 році, купив два футбольних клуби: аматорський «Тосса Спорт» та команду четвертого дивізіону «Паламос», останній у 2002 році перейшов на третій рівень іспанського футболу. Трьома роками раніше він був обраний президентом клубу і деякий час був його тренером, хоча не мав належної кваліфікації.
У січні 2003 року, продовжуючи бути головою «Паламоса», Пітерман придбав 24 % акцій ФК «Расінг», який, виступав у Ла Лізі. Також виявив бажання бути тренером своєї команди, чому різко противилась Королівська іспанська футбольна федерація, котра наполягала на тому, що за своєю посадою той навіть не має права перебувати у технічній зоні під час матчів. Пітерман став оформляти себе журналістом або фотокореспондентом і кожну гру знаходився біля крайки поля. У той же час на місце головного тренера призначалися чисто формальні особистості. Наприклад, Чучі Кос, який працював з ним у «Паламосі» та не мав досвіду роботи на найвищоу рівні. При цьому з команди був вигнаний досвідчений фахівець Мануель Пресіадо.
Після нетривалого періоду роботи у гандболі, також у Кантабрії, Пітерман купив клуб «Депортіво Алавес» та допоміг йому повернутися у найвищий дивізіон у першому ж сезоні. У команді також з'явився Чучі Кос, який тепер грав роль директора клубу. Пітерман знову змінював тренерів, диктуючи склад на матч та знову виявляв бажання самому очолити команду в якості тренера. Це вилилося у відкриті протистояння з футболістами та вболівальниками, які були незадоволені станом справ. Пітерман залишив «Алавес» з боргом у більш ніж 25 мільйонів євро та втік з країни, залишивши команду на межі банкрутства.
Пара Кос/Пітерман провела 126 матчів у іспанському футболі, вигравши 63, зігравши внічию 29 та програвши 34. У 2006 році Пітерман придбав франшизу у американській USL (друга за силою футбольна ліга країни), створив команду «Каліфорнія Вікторі», перший європейський клуб, що виступає на професійному рівні у футбольній ієрархії США. Роком раніше Пітерман продав усі свої акції «Алавеса» у розмірі 51 %.